# Vanessa Hessler
Pour les articles homonymes, voir Hessler.
Vanessa Hessler, née le 21 janvier 1988 à Rome (Italie), est une mannequin et actrice italo-américaine.
Elle est notamment connue en Allemagne, en France et en Italie pour avoir incarné, dans les années 2005-2010, « Alice » dans les publicités pour le fournisseur d'accès à Internet Alice ADSL.

## Biographie
Née d'une mère italienne et d'un père germano-américain, elle passe son enfance en Italie. Elle part ensuite avec sa famille à Washington (États-Unis), ville où son père journaliste a pris de nouvelles fonctions. Elle passe sa jeunesse entre Washington, Miami et San Diego et retourne vivre à Rome à partir de 2002. L'année suivante, elle commence sa carrière de top-model, repérée par le président de l'agence Glamour Model Management de Rome. Elle est la révélation des défilés AltaRoma AltaModa de janvier 2004. Blonde aux yeux bleus, elle mesure 178 cm et ses mensurations sont 89-62-90. Elle parle couramment l'anglais, l'italien et le français.
Elle fait partie de l'agence Elite et travaille également pour deux agences allemandes, Glamour Model Management (Hambourg) et Munich Models. Elle a représenté des marques comme Calvin Klein ou Giorgio Armani. Elle a participé à des campagnes publicitaires pour les chocolats Ferrero, les cosmétiques Korff, etc. Elle est l'égérie de marques comme Baby Star ou Gilli. Dès ses débuts, elle a également participé à des émissions de la télévision italienne consacrées au monde de la mode comme Donna sotto le stelle (it) ou Notte mediterranea.
De 2005 à 2010, elle incarne « Alice » dans les publicités du fournisseur d'accès à Internet Alice ADSL qui lui confèrent une réelle notoriété, notamment en France et en Allemagne, et ce à l'âge de dix-sept ans.
Fin 2005, elle fait ses débuts d'actrice en Italie en tenant un rôle dans la comédie sentimentale Natale a Miami, réalisée par Neri Parenti.
L'année 2006 ne dément pas cette nouvelle notoriété. Vanessa Hessler poursuit sa carrière dans le mannequinat et renforce encore un peu plus son image médiatique de « testimonial » en Italie. En janvier, elle fête ses dix-huit ans au festival de Sanremo. Elle y est la marraine des groupes musicaux et représente une grande marque italienne d'électroménagers. Toutefois, l'« Américaine d'Ostie » reste avant tout un mannequin courtisé par les photographes. Deux ans après la page de une du magazine GQ, elle est de nouveau mise à l'honneur en faisant la première de couverture du mensuel MAX, édition italienne d'avril 2006.
En 2008, elle interprète le rôle de la princesse Irina dans le film Astérix aux Jeux Olympiques. En 2011, elle tient en Italie les rôles principaux du film Sotto il vestito niente - L'ultima sfilata, thriller réalisé par Carlo Vanzina, et de deux mini-séries télévisées, Cenerentola et La ragazza americana, diffusées respectivement en octobre et en novembre sur Rai 1. Ces séries ont eu un immense succès auprès du public, battant des records d'audience, Vanessa devient ainsi la nouvelle star montante de la télévision italienne.
La presse a prêté à Vanessa Hessler une liaison avec Saadi Kadhafi, l'un des fils du dirigeant libyen Mouammar Kadhafi,,. En octobre 2011, elle révèle avoir eu une liaison durant quatre ans avec Moatassem Kadhafi, un autre fils de Mouammar Kadhafi, tué le 20 octobre à la fin de la guerre civile. Elle ajoute, à propos de la famille et du régime de Kadhafi : « Ce sont des gens très simples, comme vous et moi (...) Le peuple libyen n'était pas particulièrement pauvre ou fanatique. Il ne faut pas croire tout ce qu'on entend. En ce moment, tout me dégoûte à part la Libye ». À la suite de ces déclarations, et de son refus de s'en « distancier », Telefónica, propriétaire de la marque Alice ADSL en Allemagne, annonce mettre « immédiatement fin à [sa] coopération avec Vanessa Hessler en tant qu'égérie publicitaire d'Alice ».

## Filmographie

### Cinéma
- 2005 : Natale a Miami de Neri Parenti : Stella
- 2008 : Astérix aux Jeux olympiques de Frédéric Forestier et Thomas Langmann : la princesse grecque Irina
- 2011 : Sotto il vestito niente: L'ultima sfilata (it) de Carlo Vanzina : Brigitta Olsen
- 2014 : Ma tu di che segno 6? (it) de Neri Parenti : Nina Rocchi

### Télévision
- 2008 : Per una notte d'amore de Vittorio Sindoni (téléfilm) : Georgia Bonetti
- 2009 : Una sera d'ottobre de Vittorio Sindoni (téléfilm) : Giulia Piccinelli
- 2011 : Cenerentola (série TV) : Aurora de Luca
- 2011 : La ragazza americana de Vittorio Sindoni (téléfilm) : Susan Henderson
- 2012 : La figlia del Capitano de Giacomo Campiotti (téléfilm) : Masa
- 2012 : Le mille e una notte: Aladino e Sherazade (série TV) : Sharazad
- 2012 : Santa Barbara de Carmine Elia (it) (téléfilm) : Barbara